# Drukarnia

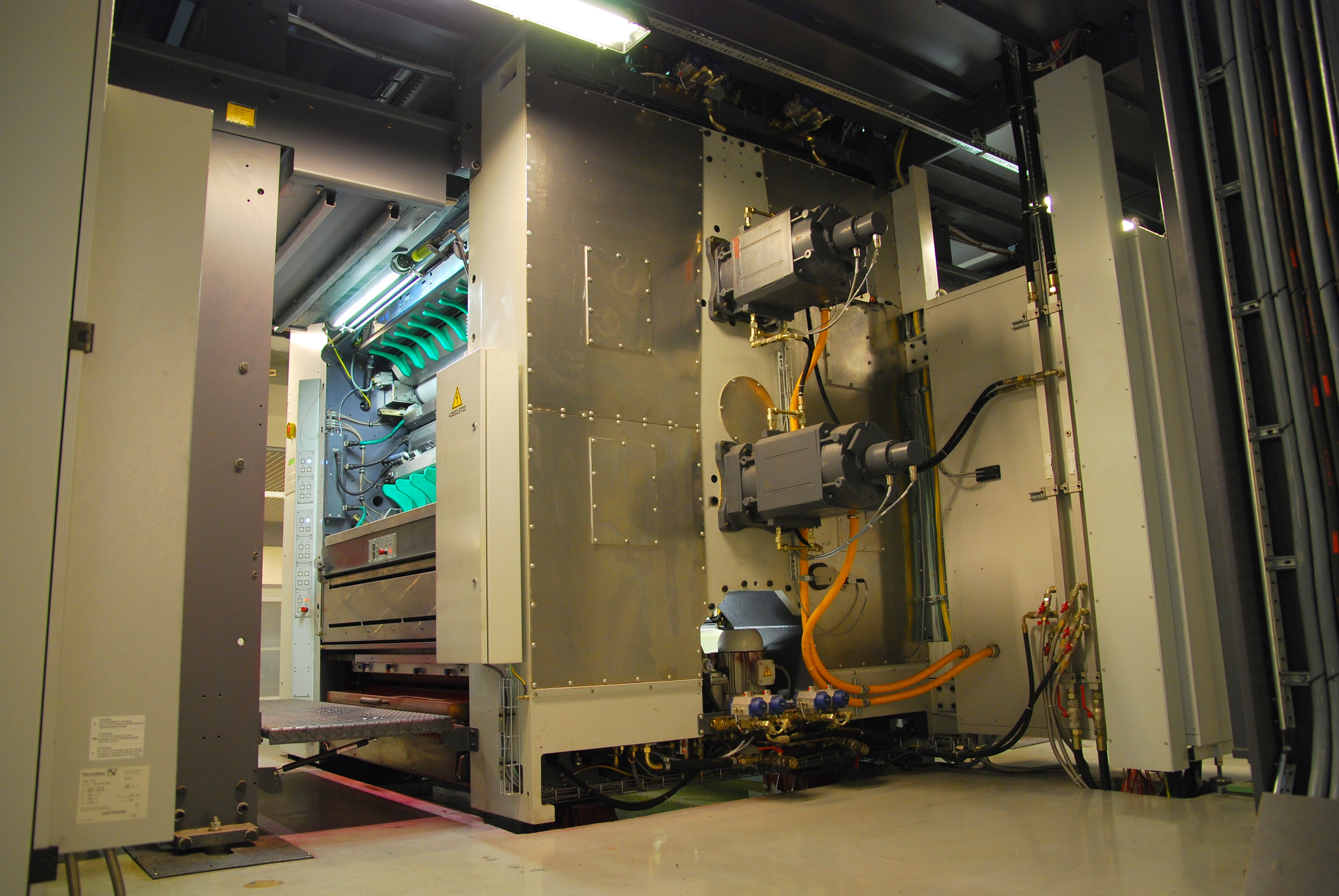
Wieża drukująca maszyny drukarskiej "Dziennika Zachodniego"

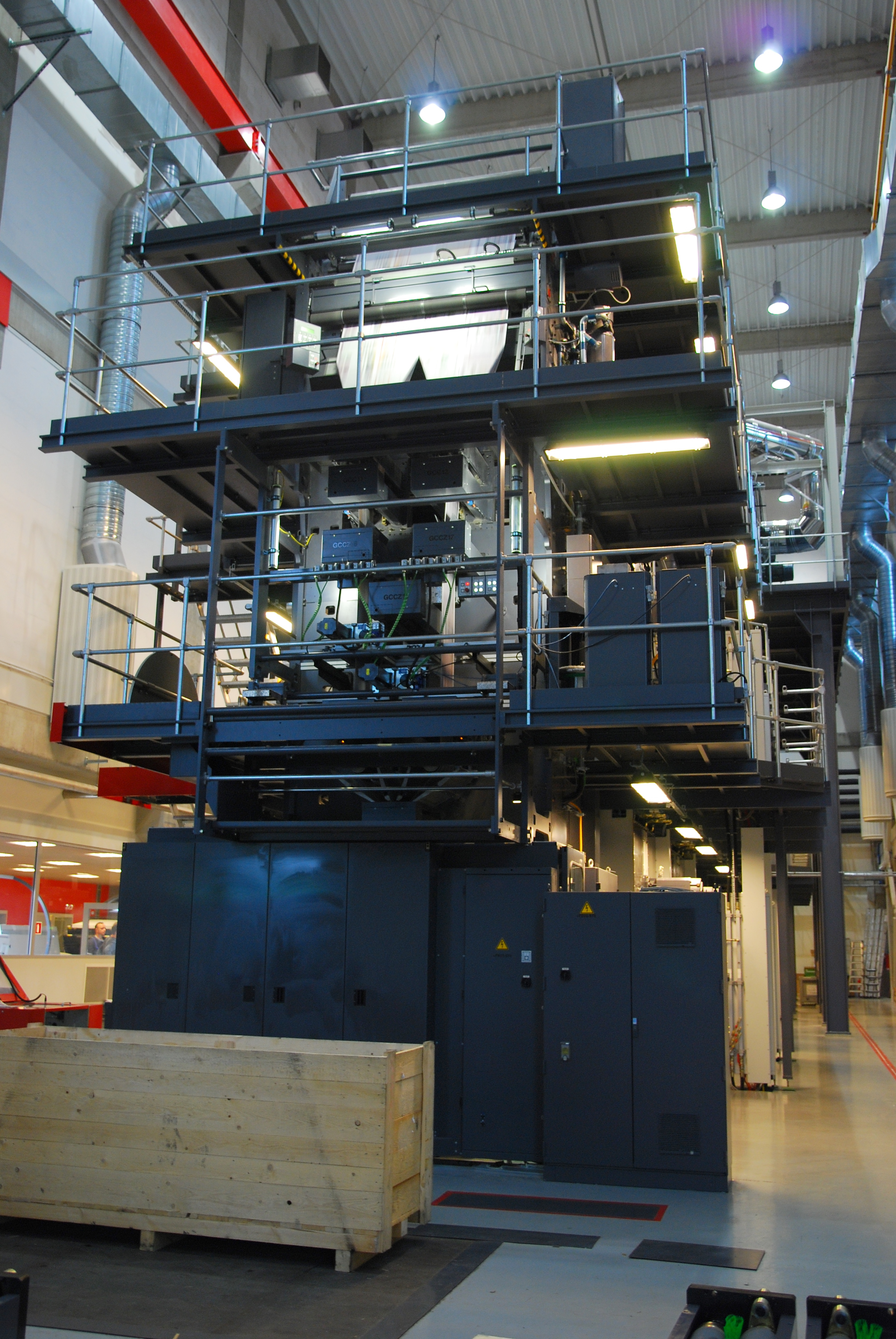
Widok tej samej maszyny od strony złamywarki

Drukarnia – zakład produkcyjny zajmujący się wytwarzaniem różnorodnych wyrobów poligraficznych. W szczególności mogą to być gazety i czasopisma, broszury i książki, jak również szereg druków akcydensowych łącznie z opakowaniami. Drukować może zarówno na masową skalę, jak i druki spersonalizowane, czyli takie, gdzie każda kopia jest unikalnym egzemplarzem. Poszczególne drukarnie mogą zajmować się tylko samym zadrukiem podłoża, jak również wykonywać czynności introligatorskie, przez co wytwarzać nawet gotowe wyroby poligraficzne, a więc oprawione i ewentualnie uszlachetnione, oraz przygotowane do dystrybucji. Zazwyczaj jednak nawet w najprostszej drukarni wykonywane są wstępne czynności introligatorskie, natomiast w rozbudowanych zakładach część introligatorska może stanowić nawet większą część zakładu.
Ogólnie, pojęcie drukarni jest bardzo szerokie. Wyróżnia się drukarnie zajmujące się produkcją uniwersalną, oraz specjalistyczne, np. prasowe, dziełowe, akcydensowe, opakowaniowe, drukujące specjalistycznymi technikami lub na nietypowych podłożach, a także drukarnie zajmujące się wytwarzaniem druków zabezpieczonych lub ścisłego zarachowania.
Drukarnia to również dział wykończalnictwa włókienniczego zajmujący się pokrywaniem tkanin wielobarwnymi wzorami techniką sitodruku.
Historia drukarstwa sięga na Dalekim Wschodzie połowy I tysiąclecia naszej ery. Pierwsze warsztaty drukarskie w Europie zaczęły powstawać w I poł. XV w., a lawinowo zaczęły się rozwijać już w II połowie tego wieku. Obecnie przemysł poligraficzny stanowi jedną z ważniejszych gałęzi gospodarki, a największe drukarnie są olbrzymimi i skomplikowanymi zakładami, o czasami nawet ogólnoświatowym zasięgu dystrybucji wyrobów.
Rozwój techniki komputerowej w ostatnich kilku dekadach doprowadził nawet do takich form zakładów drukarskich, gdzie gotowy wyrób można uzyskać praktycznie od ręki i to nawet w pojedynczym egzemplarzu (technologia print-on-demand).